# MERS

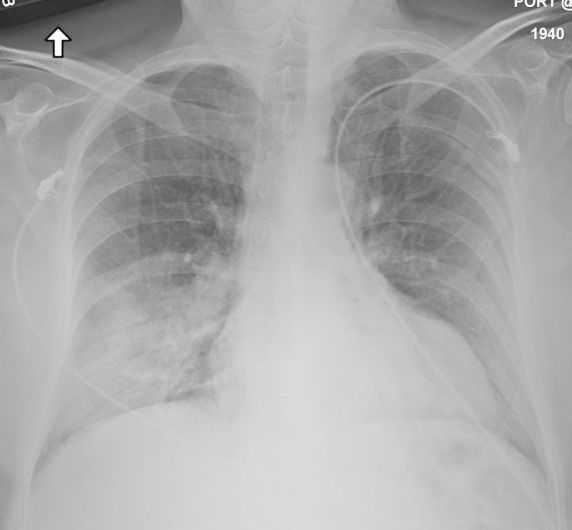
Radiografia del torace del primo caso statunitense di MERS.

La MERS (acronimo di Middle East Respiratory Syndrome in inglese) o sindrome respiratoria mediorientale da coronavirus (conosciuta anche come influenza cammello) è una patologia causata dal coronavirus MERS-CoV.
Il virus causa della patologia è un coronavirus simile al virus causa della SARS, ma la malattia che provoca, pur simile alla SARS, sembra essere causa di una maggiore mortalità, infatti, il suo tasso di letalità è pari a circa il 34%, mentre per la SARS è del 10%.

## Storia ed epidemiologia
| Paese                                   | Casi | Decessi | Letalità |
| --------------------------------------- | ---- | ------- | -------- |
| Altri                                   | 22   | 6       | 27%      |
| Italia                                  | 3    | 0       | 0%       |
| Giordania                               | 18   | 5       | 28%      |
| Qatar                                   | 7    | 4       | 57%      |
| Arabia Saudita                          | 714  | 292     | 41%      |
| Tunisia                                 | 3    | 1       | 33%      |
| EAU                                     | 71   | 9       | 13%      |
| Gran Bretagna                           | 4    | 3       | 75%      |
| Totale                                  | 842  | 322     | 38%      |
| Aggiornato al 2 luglio 2014. Fonte:ECDC |      |         |          |

Il primo caso venne segnalato il 24 settembre 2012 dal virologo egiziano Dr. Ali Mohamed Zaki a Gedda in Arabia Saudita. Il Centro europeo per la prevenzione e il controllo delle malattie ha registrato, al 30 aprile 2014, 424 casi di infezione in tutto il mondo; 131 di questi hanno comportato la morte dei pazienti. 
In luglio 2019 l'OMS, in collaborazione con l'Università di Oxford, l'Imperial College London e l'Istituto Pasteur, ha dichiarato che vi è stata una riduzione del numero dei casi e delle morti per MERS-CoV, grazie alla migliorata capacità di diagnosticare tempestivamente le infezioni e di ridurne la trasmissione.
Al novembre 2019, le infezioni confermate (a partire da settembre 2012) erano complessivamente 2494, e i decessi associati a MERS-CoV 858.
Alcuni casi sono stati segnalati in Inghilterra e Francia, casi questi che tuttavia erano collegati direttamente o indirettamente con la penisola araba. Complica il riconoscimento e la gestione dei focolai epidemici il fatto che non si conosca esattamente come il virus si sia propagato.

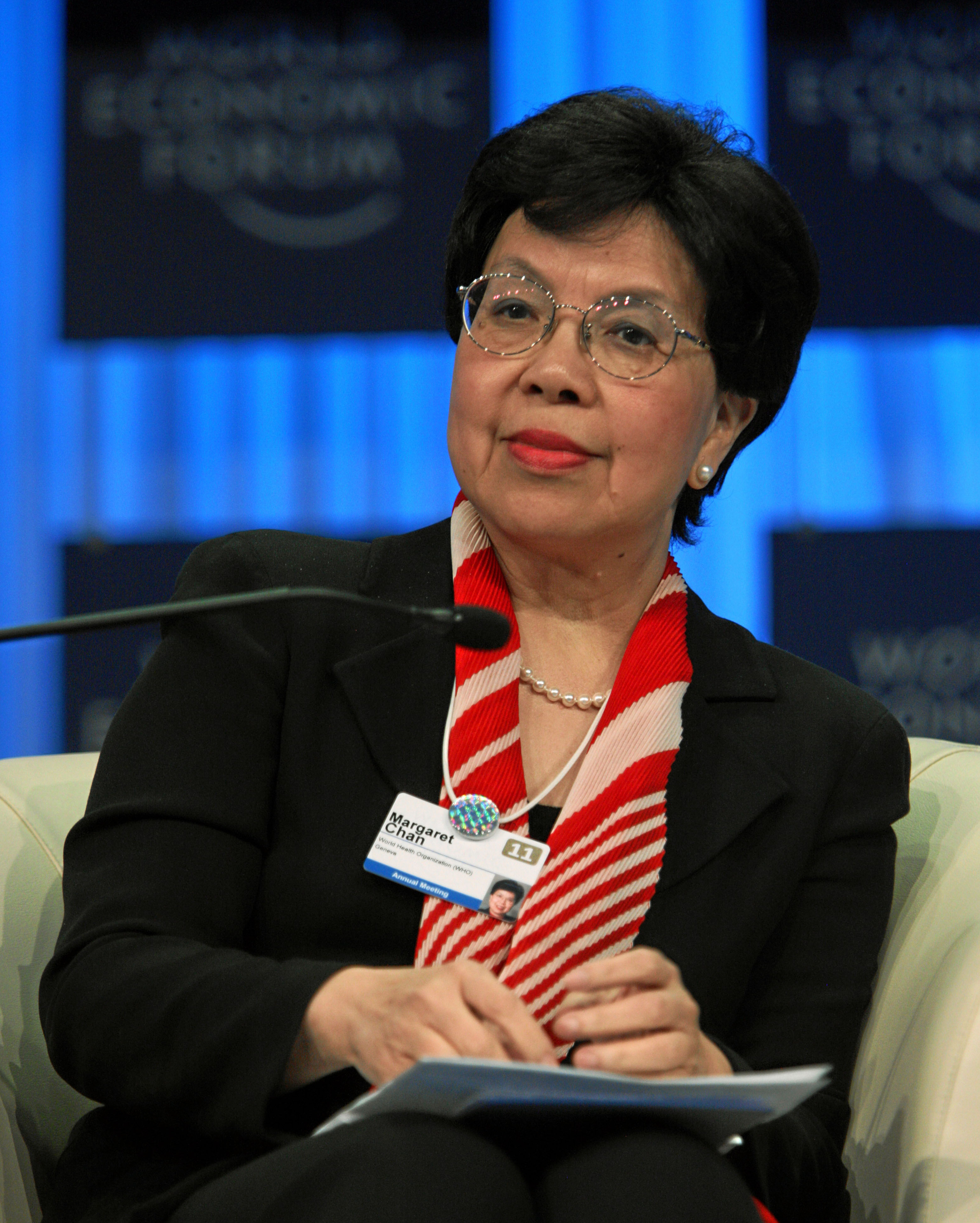
Margaret Chan, 7º direttore generale dell'OMS in carica dal 2007 al 2017

Margaret Chan, il medico cinese Direttore Generale dell'Organizzazione mondiale della sanità, in occasione della 66ª World Assembly tenutasi a Ginevra, in Svizzera, dal 21 al 27 maggio 2013, dichiara a proposito del nuovo coronavirus MERS-CoV: 
(Margaret Chan)
Il primo caso accertato è avvenuto nel giugno 2012, in Arabia Saudita.
I tre casi registrati a Firenze in Italia ai primi di giugno del 2013, e tra questi una bambina di 18 mesi, secondo il direttore del Dipartimento malattie infettive dell'Istituto Superiore di Sanità, non sembrano essere affetti da una forma mutata del virus e non sono particolarmente gravi.
Il primo caso riguarda un giordano residente in Italia, che è rimasto per 40 giorni in Giordania con un figlio affetto da una forma di tipo influenzale non specificata.
In data 5 maggio 2013 è stata dimessa una bambina, familiare del soggetto adulto, mentre i due adulti ricoverati sono in fase di dimissione in attesa della negativizzazione del tampone virale. I 60 soggetti sottoposti a sorveglianza perché venuti a contatto con i malati, sono tutti sani e sono negativi alla prove di laboratorio.
In data 17 giugno 2013 è stata annunziata dalle autorità governative saudite il contagio della 49ª persona, con un numero di morti complessivo nel paese pari a 32 pazienti.
Dal 13 giugno 2013 è disponibile sul sito del Centers for Disease Control and Prevention di Atlanta un programma di informazione e orientamento per i medici, finalizzato al riconoscimento dei sintomi clinici, sull'epidemiologia e le raccomandazioni di controllo per le infezioni da MERS-CoV.
Il 20 giugno 2013, in Inghilterra, l'UK Health Protection Agency annuncia la data di una conferenza internazionale con i maggiori esperti della malattia per il 9 luglio successivo.
In data 22 giugno 2013, 80 esperti di tutti il mondo si sono riuniti al Cairo in Egitto; gli esperti intervenuti hanno concordato interventi in 7 aree di specifiche quali: la sorveglianza, la preparazione dei raduni di massa, la gestione clinica dei casi, la diagnostica di laboratorio, il controllo delle infezioni, le comunicazioni, e il regolamento sanitario internazionale di segnalazione che è del 2005.
In questo incontro gli scienziati hanno evidenziato due aspetti nuovi:
1. il virus MERS-CoV ha come serbatoio naturale i pipistrelli che infettano con i loro escrementi i datteri e i cammelli e quindi gli esseri umani, anche se ciò è ritenuta solo una ipotesi.
2. Non ci sono evidenze forti di trasmissione intra-comunitaria del virus, ma potrebbe essere possibile l'esistenza di individui super-diffusori (super-spreader): alcuni pazienti, infatti, inspiegabilmente sembrano trasmettere l'infezione più velocemente di altri.[16]

Nell'aprile 2014 si è assistito a un improvviso e notevole aumento dei casi: ai 207 casi segnalati tra marzo 2012 e marzo 2014, in questo solo mese sono stati accertati 217 nuovi casi. Notevole anche l'aumento di casi tra i lavoratori del comparto sanitario: ai 33 infettati nel periodo aprile 2012-marzo 2014 se ne sono aggiunti altri 62. In questo stesso mese inoltre, per la prima volta, si sono segnalati casi (importati) in Egitto, Grecia, Filippine e Malaysia. Le cause di questo drastico aumento sono sotto investigazione: il prof. Drosten dell'Università di Bonn in un report ha escluso che ciò sia dovuto a mutazioni del virus.

### Differenze di genere
Un aspetto epidemiologico che lascia perplessi gli scienziati è dovuto al fatto che i soggetti colpiti dalla MERS sono in prevalenza maschi, in rapporto 2:1 con le femmine, sia come casi di contagio che come casi di decesso. Ciò può anche essere dovuto a qualche fattore non meglio conosciuto che mette i maschi più a rischio di esposizione con l'ospite animale sospetto di trasmettere il MERS-CoV.
Questo fattore non sarebbe spiegabile con motivi di tipo biologico ma piuttosto, secondo alcuni ricercatori, con motivi di tipo culturale, quali la rigida separazione dei sessi proprie della cultura araba (purdah), oltre all'uso del velo (niqab) che copre interamente le vie aeree delle donne proteggendole probabilmente dal contagio. Questi fatti insieme potrebbero aver determinato una trasmissione di tipo asimmetrica, in cui solo gli uomini sono stati esposti mentre le donne sono state, almeno parzialmente, involontariamente "protette" dall'esposizione.
Secondo altri scienziati e in altre circostanze, al contrario, il velo potrebbe favorire il contagio poiché i germi, causa di malattie respiratorie, potrebbero essere favoriti da un microclima più umido davanti alla bocca e al naso per la diffusione dell'infezione.
Più recentemente l'OMS ha riferito che i nuovi casi hanno coinvolto maggiormente le donne e i soggetti più giovani.

### Differenze con la SARS
I due casi studiati in Francia e loro analisi filogenetiche suggeriscono differenze importanti tra l'infezione da MERS-CoV e la sindrome respiratoria acuta grave da SARS-CoV. Sostiene il Dr. Wendtner, direttore del Dipartimento di Ematologia, Oncologia, Malattie Infettive e Medicina Tropicale a Klinikum Schwabing dell'Università di Monaco di Baviera, in Germania nonché coautore di un recente lavoro sul The Lancet, che la MERS e la SARS sono simili, ma presentano importanti differenze tra loro per l'uso di diversi recettori di ingresso cellulare, per le modalità differenti di diffusione del virus, e per la diversa sintomatologia prevalente. Infatti sono presenti sintomi di grave diarrea con la MERS, mentre sono presenti gravi sintomi respiratori acuti nella SARS.
Inoltre, sostiene sempre il dottor Wendtner, la SARS è stata molto contagiosa, con circa 8000 casi di infezione comprovati nel giro di pochi mesi, mentre la MERS sembra avere un'infettività non così alta come la SARS: infatti, dopo più di 1 anno dal primo caso diagnosticato, abbiamo "solo" 64 casi comprovati (al 20 giugno 2013). D'altra parte, il MERS-CoV sembra determinare un quadro clinico molto grave, una volta sviluppata l'infezione; infatti, il rischio di morte è piuttosto alto, con un tasso di letalità per la MERS superiore al 50%, mentre per la SARS è del 10%.
Per il virus della SARS si è compreso che il serbatoio naturale sono i pipistrelli, prima di fare il salto di specie verso l'uomo attraverso gli zibetti; mentre per il MERS- CoV quale sia il serbatoio naturale rimane ancora da chiarire definitivamente.

### Scenari possibili
S. Cauchemez et al. dell'Imperial College di Londra pubblicano nel maggio 2013 un articolo dal titolo: Scenari di trasmissione per il (MERS-CoV) e come distinguerli.
Gli autori dell'articolo sostengono che si possono prevedere tre possibili scenari di diffusione di malattia per un virus zoonotico. Questi scenari comportano differenti valutazioni e misure di controllo per i rischi di diffusione collegati.
Gli scenari possibili sono:
- Scenario ottimistico: non vi è immediata minaccia di diffusione di una epidemia su larga scala, quando la trasmissione dell'infezione avviene solo da animale serbatoio all'uomo. In questo scenario, identificare il serbatoio consente di limitare l'esposizione umana; in questo caso le indagini sono rivolte ad identificare la pressione selettiva sul serbatoio sul virus ai fini di una sua possibile evoluzione e conseguente trasmissione all'uomo. Tasso di riproduzione di base: R0<1.[Nota 1][25]
- Scenario intermedio: il virus Mers-CoV non ha determinato ancora una epidemia autosufficiente, poiché il numero totale di infezioni da animale a uomo è stato relativamente piccolo. In questo caso si ipotizza che sono stati identificati soli i casi gravi come punta di un iceberg; ne consegue che la gravità della malattia è elevata. Tasso di riproduzione di base: R0>1.[25]
- Scenario pessimistico: il virus MERS CoV ha determinato una trasmissione inter-umana già autosufficiente; però se la trasmissione è iniziata nell'immediato passato (per esempio gli inizi del 2013) il numero dei casi manifesti è relativamente basso, ma il numero complessivo finale potrebbe essere grande. Tasso di riproduzione di base: R0>1.[25]

### Problema Hajj e ʿUmra (pellegrinaggio)
Secondo Christian Nordqvist di Medical News Today durante il mese lunare dello Hajj e ʿUmra ogni anno nella città sante di La Mecca e Medina, per i musulmani, viene effettuato un gigantesco pellegrinaggio con fedeli provenienti da tutto il mondo; il pellegrinaggio nel 2013 inizia il 9 luglio e finisce il 7 agosto.
Ciò è causa di apprensione tra le autorità sanitarie mondiali per il possibile pericolo di contagio e di diffusione planetaria che potrebbe derivarne vista l'ampia partecipazione di fedeli, infatti, nel 2013 i pellegrini sono stati 3,1 milioni.
Il problema è aggravato dal fatto che non si conoscono in dettaglio le modalità di trasmissione della malattia e il suo periodo di incubazione.
A causa di ciò le autorità saudite hanno ridotto del 20% il numero dei permessi ai fedeli per l'annuale pellegrinaggio, non facendo però cenno al virus, ma adducendo come causa lavori da effettuare sul sito dello stesso pellegrinaggio.
Il 9 settembre 2013 il governo saudita ha chiesto che i "musulmani anziani e malati cronici evitino quest'anno l'Hajj e ʿUmra" e ha limitato il numero delle persone ammesse nel paese a causa della MERS.
Le autorità saudite solitamente raccomandano di vaccinarsi contro l'epatite A e B, il tifo, e l'influenza stagionale prima di partire per l'Arabia Saudita in occasione del Ramadan.
L'OMS, al 22 giugno 2013, non consiglia alcuna proiezione speciale ai punti di ingresso per quanto riguarda questi episodi né raccomanda l'applicazione di eventuali restrizioni nei viaggi o nei commerci.
La preoccupazione di un episodio pandemico scatenato dalla circostanza del Ramadan del 2013, ha innescato un dibattito tra gli esperti epidemiologi sulle misure di prevenzione da prendere su scala nazionale per evitare la diffusione e il contagio di popolazioni mai esposte prima al virus. Robert C. Hutchinson, un esperto supervisore del governo federale USA, discute sulle necessarie modalità di attivazione di piani federali di prevenzione sulla scorta di quanto già fatto per le precedenti epidemie di influenza del 2005 e 2006. Egli pone due domande cui ritiene occorre dare rapidamente risposta:
1. Siamo pronti a utilizzare procedure di isolamento federali o statali, ordinate da un breve preavviso dato da una struttura medica posta in posizione di screening alla periferia di singole città?
2. Abbiamo piani globali e le risorse a sostegno di questa missione piuttosto singolare e per altro molto raramente effettuata?

Inoltre, egli pone anche l'accento sulla necessaria preparazione di piani nazionali (federali) e locali e la loro precisa e puntuale applicazione tenendo conto delle precedenti esperienze del passato, esperienze che hanno evidenziato almeno 4 criticità applicative.

## Eziologia

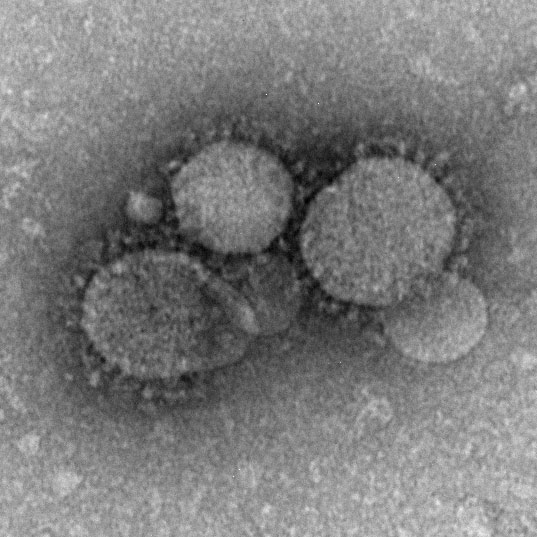
Virioni del virus MERS-CoV visti tramite microscopio elettronico a trasmissione

Il virus MERS-CoV appartiene al sottogenere Betacoronavirus, così come il SARS-CoV. Inizialmente chiamato NCoV (New Corona Virus, Nuovo Coronavirus), il Coronavirus Study Group (CSG) dell'ICTV(OMS), nel maggio 2013 ha deciso di chiamarlo MERS-CoV, dall'acronimo di Middle East Respiratory Syndrome Coronavirus, per facilitare la comunicazione dei dati, in alternativa alle precedenti "Nuovo coronavirus 2012", o più semplicemente "Nuovo coronavirus".

## Patogenesi
Negli esseri umani, il virus ha un forte tropismo per le cellule epiteliali bronchiali non ciliate, e ha dimostrato di eludere efficacemente il sistema dell'immunità naturale e le sue risposte, ed è capace di antagonizzare l'interferone (IFN).
Questo tropismo è unico, in quanto la maggior parte dei virus respiratori ha come bersaglio le cellule ciliate.
In uno studio pubblicato su The Lancet Infectious Diseases il 17 giugno 2013, effettuato su un paziente di Abu Dhabi di 73 anni affetto da mieloma multiplo, ricoverato prima in Arabia e poi successivamente trasferito a Monaco di Baviera, si è visto che a differenza della SARS, nella MERS non c'è una viremia, ma piuttosto una localizzazione renale e nelle basse vie aeree. Inoltre, il virus della SARS è rintracciabile nelle feci dei soggetti ammalati, mentre il virus della MERS sembra non esserlo.
In data 5 giugno 2013 è stata comunicata, da parte dell'Erasmus Medical Center di Rotterdam (Paesi Bassi) la scoperta della glicoproteina bersaglio del virus: la dipeptidil-peptidasi-4 (DPP-4), nota anche come CD-26, un recettore utilizzato dal MERS-CoV per legarsi alle cellule bronchiali dell'organismo infettato.

## Clinica

### Segni e sintomi
L'immunosoppressione in alcuni pazienti potrebbe giustificare i segni clinici della malattia, e dovrebbe deve essere presa in considerazione come un fattore di rischio; si ipotizza, inoltre, che la malattia abbia un periodo di incubazione di 12 giorni.
Nei soggetti ricoverati e trattati in Francia la presentazione clinica iniziale della patologia comprendeva febbre, brividi, mialgia, e in un paziente anche diarrea. I sintomi respiratori si sono evoluti in insufficienza respiratoria acuta, molto rapidamente, cosa questa che ha comportato la necessità di una ventilazione meccanica e dell'ossigenazione extracorporea a membrana (ECMO). Tutti i pazienti hanno sviluppato anche insufficienza renale acuta.
Al giugno 2013 rimangono alcuni incertezze sulle conoscenze della malattia, esse sono così riassunte:
- Non ci sono, ancora, buoni dati sulla durata della sopravvivenza del Mers-CoV nell'ambiente.
- L'origine animale del virus rimane sconosciuta, ma sono in corso indagini rivolte a chiarire quest'aspetto.
- Non vi è alcuna evidenza che le persone possono trasmettere il virus prima che si abbiano i sintomi, in tal senso le informazioni sono ancora limitate.
- Il virus è stato trovato nel sangue dei pazienti malati, ma non è noto se viremia può verificarsi prima della comparsa dei sintomi.
- Si è visto solo su un paziente in Francia, che vi è stata la diarrea prima del manifestarsi dei sintomi respiratori, le informazioni sui segni ed i sintomi iniziali rimangono ancora molto incomplete.

Secondo il CDC di Atlanta la malattia respiratoria, quando presente in forma lieve, potrebbe essere solo una parte dello spettro delle manifestazioni cliniche dell'infezione da MERS-CoV, in altri termini le manifestazioni iniziali della infezione da MERS CoV potrebbero non includere, inizialmente, solamente sintomi respiratori. Inoltre il periodo di incubazione potrebbe essere più lungo di quanto stimato in precedenza.
Il 20 giugno il NEJM pubblica un articolo, a firma di ricercatori della Johns Hopkins University, che chiarisce alcuni aspetti decisivi per la comprensione della malattia rispetto ai lavori pubblicati in precedenza. Questo studio ha indagato i casi clinici avutisi in Arabia Saudita dal 1º aprile al 23 maggio 2013:
- La sindrome da Mers-CoV può avere un tasso di letalità apparente del 65%, molto più alto di quella da SARS-CoV 8%.
- I sintomi dell'infezione virale (calcolati su 23 casi) sono: tosse 87%, mancanza di respiro 48%, febbre 87% o vomito e sintomi gastrointestinali 35%. Inoltre 20 pazienti su 23 (87%) avevano una radiografia del torace anormale.
- Il periodo di incubazione medio è stato di 5,2 giorni.[50]
- Si stima che occorrano 7,6 giorni perché il virus diffonda da una persona ad un'altra[51]; secondo dati più recenti il periodo di incubazione può essere superiore a 1 settimana, ma inferiore alle 2 settimane, nei casi sospetti andrebbero cercati le potenziali esposizioni del paziente nei 14 giorni prima della comparsa della malattia, il che consiglia.[52]

I ricercatori concludono, inoltre, sostenendo che:
- L'infezione da Mers-CoV può essere da "lieve" a "fulminante".
- La sintomatologia è simile a quella SARS.
- Il Mers-CoV è capace di infettare le cellule del tratto intestinale, pur non conoscendosi la percentuale e le condizioni di diffusione attraverso questa via.
- L'intervallo di incubazione del Mers-CoV, nella serie dei casi studiati, è più corto di quello del SARS-CoV.
- Il modello di epidemia studiato è coerente con l'ipotesi che i pazienti siano infettanti solo durante la fase sintomatica, anche se non si può escludere in assoluto la trasmissione durante il periodo di incubazione o durante l'infezione asintomatica.[53]

### Esami di laboratorio e strumentali
I campioni biologici provenienti dalle basse vie respiratorie (espettorato, lavaggio broncoalveolare, lavaggio bronchiale o tracheale) vanno raccolti insieme al prelievo nasofaringeo per una completa valutazione dei pazienti. Negli Stati Uniti è disponibile un kit diagnostico di emergenza.
Esistono diversi test diagnostici altamente sensibili per la rapida identificazione del virus MERS-CoV da campioni di lavaggio broncoalveolare o espettorato di pazienti, come la RT-PCR. Segnalazioni di potenziali polimorfismi nel gene N tra i ceppi isolati evidenziano la necessità di una caratterizzazione basata sulle sequenze geniche. La prima rilevazione genetica di un MERS-CoV è stato completata utilizzando una convenzionale (non real-time) pan-coronavirus RT-PCR, successivamente, sono stati descritti più specifici saggi in real-time RT-PCR (RT-rtPCR).
Sono stati sviluppati protocolli biologicamente sicuri per l'immunofluorescenza (IFA), tuttavia, gli anticorpi contro i betacoronavirus (cui appartiene il MERS-CoV) sono noti per una reazione crociata con altri dello stesso genere; questo limita il loro uso nelle indagini diagnostiche.
Il ceppo HCoV-EMC del Mers-CoV può essere coltivato in coltura cellulare utilizzando cellule LLC-MK2 e Vero cells. Questo metodo è stato utilizzato per produrre l'antigene per gli anticorpi di ricerca per i metodi di immunofluorescenza negli esseri umani.
Il 27 giugno 2013 è stato comunicato sulla stampa la disponibilità di un test per la MERS da CoV basato sulla tecnologia Fast Dx RT-PCR, il test è stato approvato dall'FDA per l'uso in emergenza presso laboratori specialistici ma non per l'uso generalizzato.

### Diagnosi precoce
Secondo il Centers for Disease Control and Prevention (CDC) di Atlanta sono da sottoporre a sorveglianza adeguata i soggetti che abbiano contemporaneamente:
- un'infezione respiratoria acuta, che include febbre (≥ 38 °C) e tosse; sospetto di una malattia del parenchima polmonare, come polmonite o sindrome da distress respiratorio acuto (ARDS) sulla base di evidenze cliniche o radiologiche;
- una storia di viaggio dalla penisola arabica o paesi limitrofi negli ultimi 10 giorni,
- un quadro clinico che non sia spiegabile con altra infezione o altra eziologia e dopo aver fatto i test del caso compresi tutti i test clinicamente indicati per la polmonite acquisita in comunità.

Inoltre, le seguenti persone devono essere valutate per una possibile infezione da MERS-CoV:
- quando sviluppano una grave malattia respiratoria acuta delle via aeree inferiori entro 10 giorni da un viaggio nella penisola arabica o nei paesi limitrofi e non rispondono alla terapia appropriata
- oppure quando sviluppano una grave malattia respiratoria acuta delle basse vie aeree e sono stati a "stretto contatto" con un viaggiatore sintomatico che ha sviluppato febbre e malattia respiratoria acuta entro 10 giorni dopo il viaggio dalla penisola arabica o paesi limitrofi. Lo "stretto contatto" è definito come colui che ha fornito assistenza ai viaggiatori malati (ad esempio, un operatore sanitario o un familiare), o colui che ha un analogo stretto contatto fisico o ha vissuto nello stesso luogo del malato.

In data 27 giugno 2013 l'OMS cambia due raccomandazioni per la diagnosi della malattia sulla scorta delle nuove informazioni acquisite, in particolare:
- una forte raccomandazione per diagnosticare l'infezione da Mers-CoV nell'acquisire campioni respiratori delle basse vie aeree, piuttosto che solo tamponi naso-faringei.
- Un periodo più lungo di osservazione per i contatti con i casi manifesti, ciò si basa per l'accumularsi informazioni sul periodo di incubazione.

Il documento fornisce altre precisazioni e raccomandazioni per i sanitari.

## Trattamento
Al giugno 2013 non esiste un trattamento antivirale specifico per il Mers-CoV; l'unica terapia possibile è solamente quella sintomatica, eventualmente da associare alla terapia di supporto delle funzioni vitali.
Sebbene il MERS-CoV sia ritenuto capace di antagonizzare la produzione endogena di IFN, il trattamento con interferone I e III esogeni (IFN-α e IFN-λ) ha ridotto efficacemente la replicazione virale in vitro: il MERS-CoV è risultato essere 50-100 volte più sensibile all'interferone-alfa (IFN-α) rispetto al SARS-CoV; questa osservazione potrebbe avere importanti implicazioni per il trattamento della MERS; mostrando anche che i virus Coronavirus zoonotici sono lontanamente connessi tra loro rispetto l'interazione e l'evasione della risposta immunitaria cellulare innata.
L'interferone, il plasma dei convalescenti (siero terapia), e gli inibitori della proteasi sono possibili opzioni terapeutiche da valutare al più presto in questi pazienti.
Secondo il Prof. Benoit Guery dell'Ospedale Huriez di Lilla in Francia e la Prof.ssa Sylvie van der Werf dell'Istituto Pasteur di Parigi, l'interferone con o senza ribavirina è un trattamento candidato ad essere molto promettente.

## Prevenzione

### Vaccini
Al momento non è disponibile nessun vaccino; anche se una azienda di biotecnologia USA ha annunciato il 7 giugno 2013 la produzione di un vaccino ottenuto con la tecnologia delle nanoparticelle ricombinanti. Inoltre, la FDA ha approvato un programma di ricerca di farmaci, per affrontare le malattie emergenti causate da virus a RNA, chiamato SILVER da (Small-molecule Inhibitor Leads Versus Emerging and neglected RNA viruses).
In data 26 giugno 2013 l'azienda di vaccini che aveva fabbricato il vaccino per il virus dell'influenza aviaria H7N9, dà l'annuncio, dopo solo quattro settimane dall'allarme dell'OMS, di aver messo in produzione il primo vaccino contro il MERS CoV. Chiarendo anche, però, che occorrerà almeno un mese prima della produzione di lotti da testare sull'uomo ed alcuni mesi per una prima produzione di massa.

### Norme igieniche
Tra le misure riconosciute essere utili alla prevenzione generica dell'infezione respiratoria abbiamo:
- Evitare il contatto ravvicinato con chiunque mostri i segni della malattia (tosse e starnuti); mantenere una buona igiene delle mani.
- Evitare carne cruda o poco cotta, frutta o verdura non lavate e le bevande non imbottigliate.
- Se ci si dovesse ammalare durante un viaggio, o semplicemente si teme di essere contagiati, va evitato, per quanto possibile, il contatto ravvicinato con altre persone. Qualora si diventi sintomatici, va mantenuta una buona igiene per evitare il contagio inter-umano per via aerosolica, starnutendo o tossendo in un fazzoletto, utilizzando una mascherina e gettando i fazzoletti utilizzati in un cestino chiuso; inoltre, immediatamente dopo l'uso vanno lavate le mani accuratamente con acqua e sapone o con soluzioni disinfettanti.
- È preferibile tossire e starnutire in un braccio piuttosto che nella mano, in mancanza di fazzoletti a perdere.

Il Centro per il Controllo e la Prevenzione delle Malattie (CDC) ricorda quali suggerimenti sono utili per prevenire le malattie respiratorie:
- Lavarsi spesso le mani con acqua e sapone per 20 secondi, e aiutare i bambini a fare lo stesso. Se acqua e sapone non sono disponibili, utilizzare un disinfettante per le mani a base di alcool.
- Coprire naso e bocca con un fazzoletto di carta quando si tossisce o starnutisce e poi gettarlo nel cestino.
- Evitare di toccarsi occhi, naso e bocca con le mani non lavate.
- Evitare il contatto ravvicinato, come il bacio, o la condivisione di bicchieri o posate, con persone malate.
- Pulire e disinfettare le superfici toccate frequentemente, come i giocattoli e le maniglie delle porte.

L'agenzia di sanità pubblica del Canada (PHAC) insieme ai comuni suggerimenti per la prevenzione di malattia a contagio per via aerea, suggerisce ai pazienti affetti da patologie croniche come il diabete o simili, di contattare il proprio medico in caso di contatto stretto con un paziente con malattie respiratoria dopo un viaggio all'estero, qualora si presentassero sintomi respiratori entro dieci giorni dal contatto avuto.
Gli esperti non concordano sull'uso preventivo delle mascherine come strumento di prevenzione del contagio nei confronti della MERS.

### Strategie sanitarie e piani di intervento

#### OMS
In data 27 giugno 2013 l'OMS (WHO) emana un documento circa le "Raccomandazioni di sorveglianza cautelari per l'infezione umana con il MRS CoV" (Interim surveillance recommendations for human infection with Middle East respiratory syndrome coronavirus), dove vengono precisate e puntualizzate tutte le norme che devono sovrintendere alla diagnosi precoce dei malati e alla sorveglianza dei casi sospetti.
Questo documento aggiorna un precedente documento pubblicato alla fine del 2012; rispetto a questo cambiano:
1. la necessità di fare prelievi delle basse vie aeree e non limitarsi solo ai tamponi naso-faringei per la diagnosi della malattia,
2. la necessità di prolungare il periodo di osservazione dei contatti con malati fino a 14 giorni dall'avvenuto contatto stesso.[60]

In data 5 luglio 2013 l'OMS dà l'annuncio di aver formato un comitato di esperti internazionali per gestire ed intervenire in una eventuale "crisi" dovuta ad una esplosione dell'epidemia da MERS CoV. Va aggiunto che è la seconda volta che il suddetto comitato viene nominato; la prima volta è stata in occasione dell'epidemia di SARS nel 2007.
In data 9 luglio vengono emanate nuove Linee Guida internazionali per il controllo della malattia.

#### USA
Il CDC di Atlanta, pur riconoscendo l'assenza di casi di MERS negli USA, ha attivato una strategia di intervento in tre fasi, tenendo conto che il virus sembra diffondersi solo in ambiente ospedaliero o dopo duraturi contatti con i malati in ambienti familiari:
- riconoscimento del MERS CoV su scala locale con isolamento e identificazione nel singolo ospedale, a tal fine il CDC ha iniziato a dotare gli ospedali di mezzi diagnostici adeguati.
- Successiva conferma del caso/i da parte del CDC stesso ed
- attivazione di una adeguata strategia di comunicazione con il pubblico al fine di ottenere una maggiore conoscenza del virus.

A tutto giugno 2013 negli USA non è iniziata una strategia di monitoraggio e controllo dei viaggiatori, ma solamente un invito a tutti i medici a valutare attentamente l'anamnesi dei propri pazienti se provenienti da zone di endemia.

#### Francia
In Francia è stato definito, come previsto dal Centro europeo per la prevenzione e il controllo delle malattie (ECDC), l'elenco dei paesi a rischio, essi sono: Bahrein, Iran, Iraq, Israele, Giordania, Kuwait, Libano, Palestina, Oman, Qatar, Arabia Saudita, Siria, Emirati Arabi Uniti e Yemen.
Inoltre, i casi sospetti di contagio e malattia sono definiti così:
- tutti i pazienti con una storia dei viaggi in un paese a rischio, che ha presentato con i segni clinici e/o di imaging compatibili con la sindrome da distress respiratorio acuto (ARDS) o di infezione polmonare, febbre onnicomprensiva ≥ 38 °C e tosse nei 10 giorni dopo il rimpatrio;
- il contatto di un caso sintomatico possibile o confermato, presentatosi con infezione respiratoria acuta, qualunque sia la gravità, con l'inizio dei sintomi entro 10 giorni dall'ultima contatto con un caso di possibile/confermato mentre sintomatica.

Nei casi sospetti vanno prelevati campioni delle vie respiratorie (aspirazione nasofaringeo/tampone, lavaggio broncoalveolare (BAL), i campioni raccolti vanno inviati ai centri nazionali di riferimento per l'influenza: Institut Pasteur di Parigi (centro coordinatore) e il centro di Lione degli Ospizi Civili, dove sono testati i genomi per il Mers-CoV con la reazione (RT-PCR).
La ricerca dei casi di contagio va effettuata ad avvenuta conferma dell'infezione, sono definiti come contatti tutte le persone che hanno:
- fornito assistenza sanitaria ad un caso confermato senza protezione individuale,
- condiviso la stessa stanza d'ospedale, o
- che hanno vissuto nella stessa casa o
- hanno condiviso qualunque svago o attività professionale con un caso confermato.

Tutti i contatti sono seguiti, per un periodo di 10 giorni (perché questo è il periodo massimo di incubazione secondo la conoscenza della malattia al momento) dopo il loro ultimo contatto con il caso confermato, ciò per controllare i sintomi clinici, con la misurazione della loro temperatura corporea due volte al giorno.
Il follow-up è costituito da chiamate dalle squadre di controllo delle infezioni ospedaliere per il personale sanitario, per verificare l'insorgenza di sintomi clinici e la febbre (≥ 38 °C). I contatti sono inoltre dotati di un numero verde per chiamare in qualsiasi momento in caso di qualsiasi sintomo.

### Integrazioni
1. ↑  Il tasso di riproduzione di base, chiamato R0, è un indice calcolato da Arnaud Fontanet e colleghi dell'Istituto Pasteur di Parigi, e rappresenta il numero di nuovi casi generati mediamente, nel corso del suo periodo infettivo, da una persona infetta. Al luglio 2013 l'indice calcolato per il MERS CoV è pari a R0 = 0,69, mentre quello del SARS-CoV prima dell'inizio dell'epidemia era di 0,80; come elemento di confronto il R0 per morbillo e pertosse è di 12, per la poliomielite è tra 5 e 7, e per l'HIV è tra 2 e 5.

### Documenti
- (EN) WHO, WHO guidelines for investigation of cases of human infection with Middle East respiratory syndrome coronavirus (MERS-CoV) (PDF), su who.int, luglio 2013.
- (EN) A. Mailles et al., Eurosurveillance - First cases of middle east respiratory syndrome coronavirus (mers-cov) infections in france, investigations and implications for the prevention of human-to-human transmission, France, May 2013, su eurosurveillance.org, Eurosurveillance, Volume 18, Issue 24, 13 giugno 2013.
- (EN) Severe respiratory disease associated with a novel coronavirus (PDF), su ecdc.europa.eu, European Centre for Disease Prevention and Control, Stockholm, 2013, 19 febbraio 2013 (archiviato dall'url originale il 31 maggio 2013).
- (EN) Treatment of MERS-CoV: Decision Support Tool (PDF), su hpa.org.uk, ISARIC: International Severe Acute Respiratory & Emerging Infection Consortium, 18 giugno 2013,  p. 21.
- (EN) www.emro.who.int - WHO EMRO Supplement 1 Coronavirus (PDF), su emro.who.int, Volume 19, 2013.
- (EN) Eurosurveillance - Evidence of person-to-person transmission within a family cluster of novel coronavirus infections, United Kingdom, February 2013, su eurosurveillance.org, Eurosurveillance, Volume 18, Issue 11, 5 marzo 2013.
- (EN) Conference Call, Middle East Respiratory Syndrome Coronavirus (MERS-CoV): Information and Guidance for Clinicians (PDF), su emergency.cdc.gov, 13 giugno 2013 (archiviato dall'url originale il 26 giugno 2013).

### Riviste
- Centers for Disease Control and Prevention (CDC), Update: Severe Respiratory Illness Associated with Middle East Respiratory Syndrome Coronavirus (MERS-CoV) - Worldwide, 2012-2013., in MMWR Morb Mortal Wkly Rep, vol. 62, n. 23, giugno 2013,  pp. 480-3, PMID 23760190.
- SK. Lau, KS. Li; AK. Tsang; CS. Lam; S. Ahmed; H. Chen; KH. Chan; PC. Woo; KY. Yuen, Genetic characterization of Betacoronavirus lineage C viruses in bats revealed marked sequence divergence in the spike protein of Pipistrellus bat coronavirus HKU5 in Japanese pipistrelle: implications on the origin of the novel Middle East Respiratory Syndrome Coronavirus., in J Virol, maggio 2013, DOI:10.1128/JVI.01055-13, PMID 23720729.
- ZA. Memish, AI. Zumla; RF. Al-Hakeem; AA. Al-Rabeeah; GM. Stephens, Family Cluster of Middle East Respiratory Syndrome Coronavirus Infections., in N Engl J Med, maggio 2013, DOI:10.1056/NEJMoa1303729, PMID 23718156.
- RJ. de Groot, SC. Baker; RS. Baric; CS. Brown; C. Drosten; L. Enjuanes; RA. Fouchier; M. Galiano; AE. Gorbalenya; Z. Memish; S. Perlman, Middle East Respiratory Syndrome Coronavirus (MERS-CoV); Announcement of the Coronavirus Study Group., in J Virol, maggio 2013, DOI:10.1128/JVI.01244-13, PMID 23678167.
- A. Assiri, A. McGeer; TM. Perl; CS. Price; AA. Al Rabeeah; DA. Cummings; ZN. Alabdullatif; M. Assad; A. Almulhim; H. Makhdoom; H. Madani, Hospital Outbreak of Middle East Respiratory Syndrome Coronavirus., in N Engl J Med, giugno 2013, DOI:10.1056/NEJMoa1306742, PMID 23782161.

### Testi
- Michele La Placa, Principi di microbiologia medica, Società Editrice Esculapio, 2012,  p. 646, ISBN 978-88-7488-511-4.
- Coronavirus: Advances in Research and Treatment: 2011 Edition: ScholarlyPaper, ScholarlyEditions, 9 gennaio 2012, ISBN 978-1-4649-4997-5.
- Coronavirus: New Insights for the Healthcare Professional: 2011 Edition: ScholarlyPaper, ScholarlyEditions, 9 gennaio 2012, ISBN 978-1-4649-0851-4.
- Issues in Life Sciences: Bacteriology, Parasitology, and Virology: 2011 Edition, ScholarlyEditions, 9 gennaio 2012,  p. 1413, ISBN 978-1-4649-6423-7.
- Anne Bridgen, Reverse Genetics of RNA Viruses: Applications and Perspectives, John Wiley & Sons, 11 ottobre 2012,  p. 29, ISBN 978-1-118-40535-2.
- Coronaviridae Infections: Advances in Research and Treatment: 2011 Edition: ScholarlyPaper, ScholarlyEditions, 9 gennaio 2012,  p. 16, ISBN 978-1-4649-4994-4.
- Andrew M. Q. King, Michael J. Adams, Elliot J. Lefkowitz, Eric B. Carstens, Virus Taxonomy: Ninth Report of the International Committee on Taxonomy of Viruses, Elsevier, 2012, ISBN 978-0-12-384684-6.